# Gérard Audran

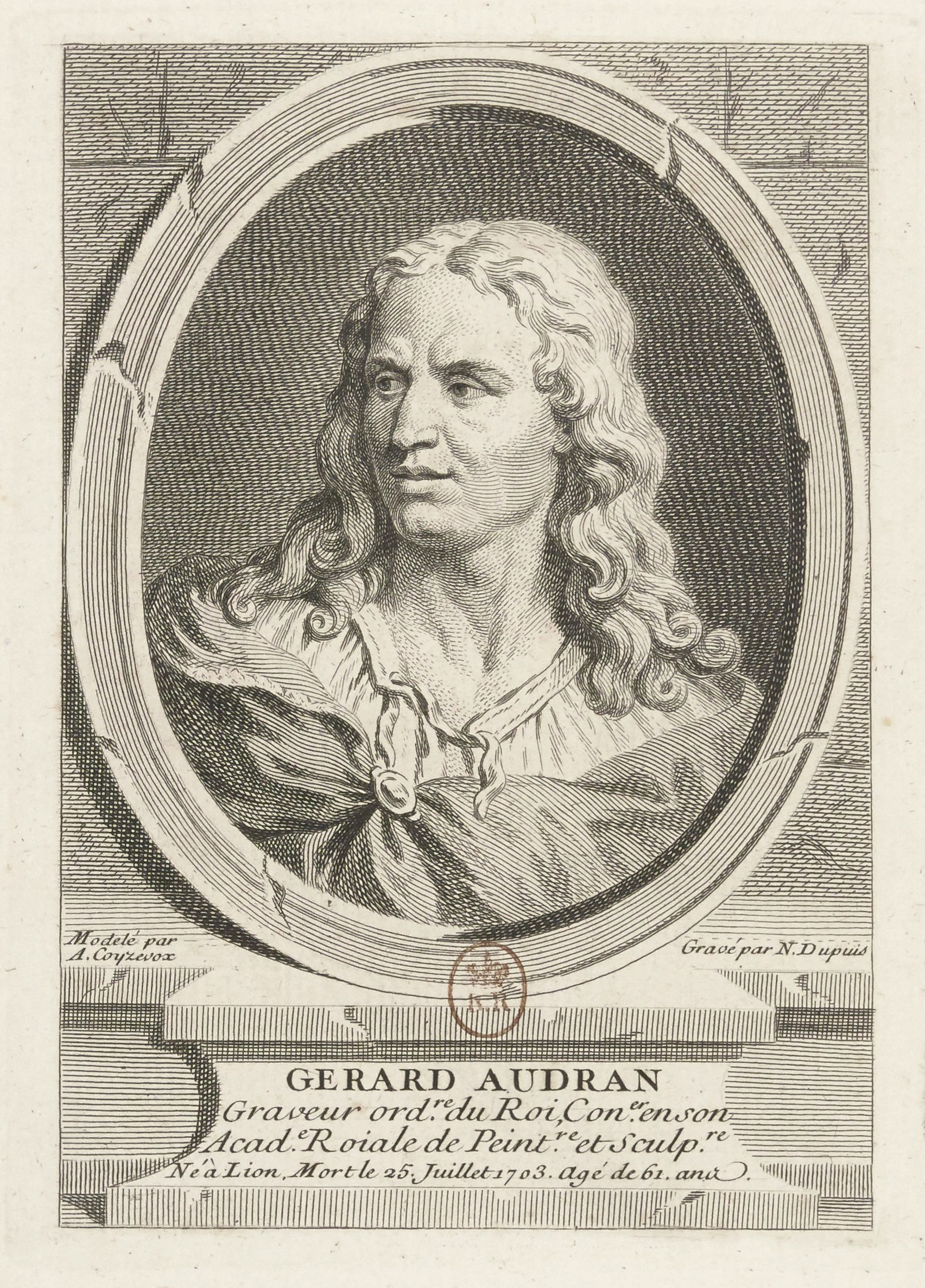
Gérard Audran

Gérard Audran, född 2 augusti 1640 och död 26 juli 1702, var en fransk kopparstickare.
Audran anställdes av Ludvig XIV, för vilken hans stack Lebruns Alexanderslag med mera. Han utförde även kopparstick efter målningar av Rafael, Tizian, Nicolas Poussin och Pierre Mignard.